# Villeneuve-de-Berg
Villeneuve-de-Berg è un comune francese di 2 944 abitanti situato nel dipartimento dell'Ardèche della regione dell'Alvernia-Rodano-Alpi.

## Società

### Evoluzione demografica
Abitanti censiti